# 古爾登灣
62°11′S 58°38′W / 62.183°S 58.633°W
古爾登灣（Goulden Cove），是南極洲的海灣，位於南設得蘭群島的喬治王島，處於阿德默勒爾蒂灣的埃斯庫拉灣，由讓-巴蒂斯特·夏古率領的法國探險隊命名，現時由南極條約體系管理。